# Saint-Aubin-le-Dépeint
Saint-Aubin-le-Dépeint là một xã của tỉnh Indre-et-Loire, thuộc vùng Centre-Val de Loire, miền trung nước Pháp.